# Міністерство юстиції та безпеки Нідерландів
Міністерство юстиції та безпеки Нідерландів (нід. Ministerie van Justitie en Veiligheid; JenV) — міністерство Нідерландів, відповідальне за юстицію, ув'язнення та громадську безпеку. Міністерство було створено в 1798 році як Департамент юстиції, перш ніж у 1876 році воно стало Міністерством юстиції . У 2010 році воно взяло на себе обов’язки громадської безпеки від Міністерства внутрішніх справ і зв’язків з королівством і стало Міністерством безпеки та юстиції. У 2017 році Міністерство було перейменовано на Міністерство юстиції та безпеки . З 10 січня 2022 року міністерство очолює Міністр юстиції та безпеки Ділан Єсільгоз-Зегеріус (VVD).

## Обов'язки
Міністерство має правові завдання:
- надання дієвого законодавства для громадськості, уряду та судів;
- запобігання злочинності з метою побудови більш безпечного суспільства;
- захист молоді та дітей;
- забезпечення виконання закону з метою побудови більш безпечного суспільства;
- забезпечення незалежного, доступного та ефективного здійснення правосуддя та правової допомоги;
- надання допомоги жертвам злочинів;
- забезпечення справедливого, послідовного та ефективного виконання покарань та інших санкцій;
- регулювання імміграції в Нідерланди.

Він також відповідає за координацію антитерористичної політики.
Оскільки воно розділяє стільки обов’язків і має будівлі-близнюки (як старі, так і нові) з Міністерством внутрішніх справ і відносин з Королівством, їх іноді називають міністерствами-близнюками.

## Організація
Міністерство очолює міністр Ділан Єшілгоз-Зегеріус (VVD), а в ньому працює міністр без портфеля Франк Вервінд (D66), який відповідає за політику правового захисту. Він також знає державного секретаря з питань міграції та надання притулку, нині Еріка ван дер Бурга (VVD), який має право на посаду міністра за кордоном. У ньому працює майже 30 000 державних службовців, розташованих у міністерстві в Гаазі та по всіх Нідерландах. Головний офіс міністерства розташований у центрі Гааги в тій же будівлі, що й Міністерство внутрішніх справ і відносин з Королівством. Державну службу очолюють генеральний секретар і заступник генерального секретаря, які очолюють систему трьох генеральних директоратів:
- Генеральний директорат із законодавства, міжнародних справ та імміграції
- Генеральний директорат з питань профілактики, молоді та санкцій
- Генеральний директорат з питань управління правосуддям і правоохоронними органами

Рада генеральних прокурорів (голландською: Raad van Procureurs-Generaal ), яка очолює Службу державного обвинувачення (голландською: Openbaar Ministerie, OM), є відносно незалежною організацією, яка є частиною судової влади та переслідує осіб, підозрюваних у порушенні закону.